# Bourbonnais
Bourbonnais är en historisk provins i Frankrike, ungefär motsvarande dagens departement Allier. Det var hertigdömet Bourbon 1372–1523 under Huset Bourbon.
Bourbonnais utgjorde det landområde som lydde under slottet Bourbon-l'Archambault. Bourbonnais upphöjdes 1327 till hertigdöme av Karl IV av Frankrike, vilket efter konnetabeln Charles III, hertig av Bourbons förräderi 1523 indrogs till kronan. Senare tillhörde provinsen fram till 1789 linjen Bourbon-Condé.